# مؤتمر طهران
كان من إفرازات الحرب العالمية الثانية عقد الحلفاء لعدة موتمرات كان من بينها مؤتمر طهران، 28 نوفمبر إلى 1 ديسمبر 1943 والذي شارك فيه كل من روزفلت وتشرشل وستالين ومن بين الاتفاقات التي خرج بها الحلفاء من هذا الاجتماع هو فتح الاتحاد السوفييتي جبهة ثالثة ضد النازية بالمقابل ضمن المؤتمر موافقة مبدئية للسوفيت على مطالبهم الترابية في البلطيق ورومانيا وبولونيا وتم تبني فكرة إقامة منظمة تحل محل منظمة عصبة الأمم لكن الاختلاف ظل قائما بين تشرشيل الذي أصرّ على أن تكون الجبهة الثالثة في البلقان بيد أن ستالين ألحَّ بضرورة فتحها في أوروبا الغربية كما كان هناك خلاف واضح بين المجتمعين حول مصير ألمانيا بعد الحرب.
مؤتمر طهران (اسمه الحركي: يوريكا) كان اجتماعًا استراتيجيا لجوزيف ستالين وفرانكلين د. روزفلت وونستون تشرشل، استمر من 28 نوفمبر إلى 1 ديسمبر من عام 1943، بعد الغزو الإنجليزي السوڤييتي لإيران. عُقد في السفارة السوڤييتية بطهران الإيرانية. كان أول مؤتمرات الحرب العالمية الثانية التي اجتمع فيها قادة الحلفاء «الثلاثة الكبار»: الاتحاد السوڤييتي والولايات المتحدة والمملكة المتحدة. انعقد بُعَيد «مؤتمر القاهرة» الذي كان بين 22–26 نوفمبر 1943، وسبق مؤتمرَي يالطا وبوتسدام. جاءه القادة الثلاثة بأهداف مختلفة، لكن نتيجته الرئيسة كانت: تعهد الحلفاء الغربيين بفتح جبهة ثانية ضد ألمانيا النازية. تناول المؤتمر أيضًا: علاقات الثلاثة الكبار مع تركيا وإيران، والعمليات الخاصة بيوغوسلافيا واليابان، وتسوية ما بعد الحرب. أُبرم في المؤتمر بروتوكول منفصل، تعهد فيه الثلاثة الكبار بالاعتراف باستقلال إيران.

## مقدمة
ما إن اندلعت الحرب الألمانية السوڤييتية في يونيو 1941، عرض تشرشل معاونة السوڤييتيين، وأُبرم اتفاقًا على ذلك في 12 يوليو 1941. لكنْ في بث إذاعي لإعلان التحالف مع الاتحاد السوڤييتي ذكّر تشرشل سامِعيه بأن التحالف لن يغير موقفه من الشيوعية. سافرت وفود بين لندن وموسكو لتنسيق ذلك الدعم. وعندما خاضت الولايات المتحدة الحرب في ديسمبر 1941، اجتمعت الوفود في واشنطن أيضًا. تأسست لجنة مشتركة لرؤوس الأركان، لتنسيق العمليات البريطانية والأمريكية، إلى جانب دعم الاتحاد السوڤييتي. لم تكن قد بُحثت بعد عواقب الحرب العالمية، ولا تعقّد تقسيم الموارد بين أوروبا وآسيا، ولم يكن للحلفاء إستراتيجية موحَّدة، ومن جراء كل ذلك سرعان ما ثارت شكوك متبادلة بين الحلفاء الغربيين والاتحاد السوڤييتي. أُثيرت مسألة التعاون، بفتح جبهة ثانية لتخفيف الضغط الألماني على الجيش الأحمر السوڤييتي لدى الجبهة الشرقية (كانت بريطانيا والاتحاد السوڤييتي تطمحان إلى الحصول على دعم مالي ومادي من الولايات المتحدة، لكن كان بينها وبين بريطانيا توتر؛ لأن واشنطن لم يكن بودّها دعم الإمبراطورية البريطانية في حال فوز الحلفاء). في الوقت نفسه لم تكن بريطانيا والولايات المتحدة مستعدتيْن للسماح لستالين بحرية التصرف في أوروبا الشرقية. وأخيرًا: لم تكن بينهما سياسة مشترَكة خاصة بكيفية التعامل مع ألمانيا بعد هتلر. جرى بين تشرشل وروزفلت وستالين اتصالات حول تلك المسائل بواسطة برقيات ومبعوثين، لكن كان واضحًا أن الحاجة تَمَسّ إلى مفاوضات مباشرة.
كان ستالين مترددًا في مغادرة موسكو، ولا يريد المجازفة برحلات جوية، في حين أن روزفلت كان مصابًا بإعاقة جسدية تصعّب عليه السفر. وأما تشرشل فكان هاويا للسفر، وفي سلسلة من مؤتمرات الحرب كان قد قابل روزفلت بالفعل 5 مرات في أمريكا الشمالية ومرتين في إفريقيا، وقبل ذلك كان قد قابل ستالين مرتين في موسكو. لتنسيق ذلك الاجتماع اللازم، حاول روزفلت إقناع ستالين بالسفر إلى القاهرة. لكن ستالين رفض، واقترح الاجتماع في بغداد أو البصرة، ثم وافق أخيرا على الاجتماع في طهران في نوفمبر 1943.

## الإجراءات
تقرر عقد المؤتمر في 16:00 من 28 نوفمبر 1943. وصل ستالين قبل الموعد بفترة، ولحقه روزفلت جالبا معه كرسيه المتحرك من مكان إقامته المجاور لِمَعقِد المؤتمر. كانت أول مرة يقابل فيها ستالين روزفلت، الذي اضطُر إلى قطع 7,000 ميل (11,000 كم) مع حالته الصحية المتدهورة. وأما تشرشل فوصل متأخرا نصف ساعة، جالبا معه أركانه العامة من أماكن إقامتهم المجاورة. قال تشارلز بولن (مترجم روزفلت) إن روزفلت رافقه أفيريل هاريمان وهاري هوبكنز، وأما ستالين فرافقه فياتشيسلاف مولوتوف وكليمنت فوروشيلوف، وجلب تشرشل أنطوني إيدن واللورد إسماي، وكان مترجمه الرائد آرثر بيرس.
كان ستالين يدعو إلى فتح جبهة ثانية منذ 1941، ولذا كان مسرورا جدا، إذ رأى أنه بلغ أهم أهداف الاجتماع. وعلى صعيد آخر، وافق على محاربة اليابان بمجرد هزيمة ألمانيا.
حث ستالين على مراجعة الحدود البولندية السوڤييتية، لتُطابق ما حدده وزير الخارجية البريطاني اللورد كرزون في 1920. ولتعويض بولندا عن الأراضي التي ستفقدها، اتفق القادة الثلاثة على نقل الحدود الألمانية البولندية إلى نهرَيْ أودر ونايسه. لكن هذا القرار لم يُعتمد إلا بعد مؤتمر بوتسدام في 1945.
ثم تناول القادة مسألة فتح الحلفاء الغربيين لجبهة جديدة، بغزو شمال فرنسا (عملية أوفرلورد) كما كان يحض عليه ستالين منذ 1941. حتى ذلك الحين كان تشرشل يدعو إلى توسيع نطاق العمليات المشترَكة بين البريطانيين والأمريكيين وقوات الكومنولث في البحر الأبيض المتوسط؛ لأن فتح جبهة غربية جديدة كان متعذرًا لعدم وجود طرق شحن، ما جعل إيطاليا والبحر الأبيض المتوسط أهدافا حيوية لعام 1943. اتُّفق على أن عملية أوفرلورد ستشنها القوات الأمريكية والبريطانية في مايو 1944، وأن ستالين سيعاون الحلفاء بهجوم كبير مُزامِن على الجبهة الألمانية الشرقية، لتحويل القوات الألمانية عن شمال فرنسا.
نُوقِش أمر إيران وتركيا بالتفصيل. اتفق روزفلت وتشرشل وستالين على دعم الحكومة الإيرانية، على النحو الوارد في هذا الإعلان:
تدرك الحكومات الثلاث أن الحرب عرّضت إيران لأزمات اقتصادية كبيرة، فاتفقوا جميعا على مواصلة دعم الحكومة الإيرانية اقتصاديًا قدر الإمكان، مع مراعاة: المطالب الثقيلة التي تفرضها عليهم عملياتهم العسكرية العالمية، والنقص العالمي في النقل والمواد الخام والمؤن المدنية.
كان مطلوبًا من الاتحاد السوڤييتي فوق ذلك التعهد بدعم تركيا إن خاضت الحرب. اتفق روزفلت وتشرشل وستالين على أن الأفضل أن تنضم تركيا إلى الحلفاء قبل نهاية عامِهم.
صحيح أن ستالين قبِل البنود السابقة، لكنه كان مهيمنًا على المؤتمر. استغل هيبة انتصار السوڤييتيين في معركة كورسك لفعل ما يريد. حاول روزفلت أن يَنبري لمطالب ستالين الكثيرة، لكن لم يكن منه إلا استرضاء ستالين تقريبا. دعا تشرشل إلى غزو إيطاليا في 1943، وشن عملية أوفرلورد في 1944، على أساس أن أوفرلورد كانت متعذرة في 1943 بسبب انعدام الشحن الذي لا يُعقل فعل أي شيء دونه.
اقترح تشرشل على ستالين التحرك غرب بولندا، فقبِل ستالين.

### اجتماع عَشاء
قبل اجتماع العشاء الثلاثي أثناء المؤتمر في 29 نوفمبر 1943، قدم تشرشل إلى ستالين سيفا احتفاليًا مصنوعًا خصوصا (سيف ستالينغراد المصنوع في شفيلد)، هدية من الملك جورج السادس إلى أهل ستالينغراد والسوڤييتيين، احتفالا بنصرهم في ستالينغراد. فأخذ ستالين السيف المغمود بكلتا يديه، وقبّل غِمده (قبل أن يسلمه إلى المارشال كليمنت فوروشيلوف الذي أساء تناوله فأوقعه أرضا).